# Philéas Pasqualini
Philéas Pasqualini (Cannes, 6 febbraio 1995) è un giocatore di football americano e taekwondoka francese, che gioca come runningback per gli Hamburg Sea Devils.
Dopo aver giocato per le giovanili e la prima squadra degli Iron Mask de Cannes e per due squadre universitarie canadesi passa ai Black Panthers de Thonon; da lì si trasferisce nel 2021 in ELF, dove ha militato nei Panthers Wrocław, negli Stuttgart Surge, nei Munich Ravens, negli Helvetic Mercenaries e negli Hamburg Sea Devils, squadra nella quale conclude la carriera.

## Palmarès
- 1 Giochi mondiali (2017)
- 1 Casque d'Argent (Iron Mask de Cannes, 2019)